# Chauliognathus deceptus
Chauliognathus deceptus es una especie de coleóptero de la familia Cantharidae, perteneciente a la subfamilia Chauliognathinae, a la tribu Chauliognathini y al género Chauliognathus.

## Localización
Es una especie característica de Estados Unidos, México, Norte de África, Europa, parte de Asia y Australia.